# Crassula cultrata
Crassula cultrata (L., 1753) è una pianta succulenta appartenente alla famiglia delle Crassulaceae, endemica del Sudafrica.
L'epiteto specifico cultrata deriva dal latino culter, ossia coltello, si riferisce alla forma delle foglie, appuntite.

## Descrizione

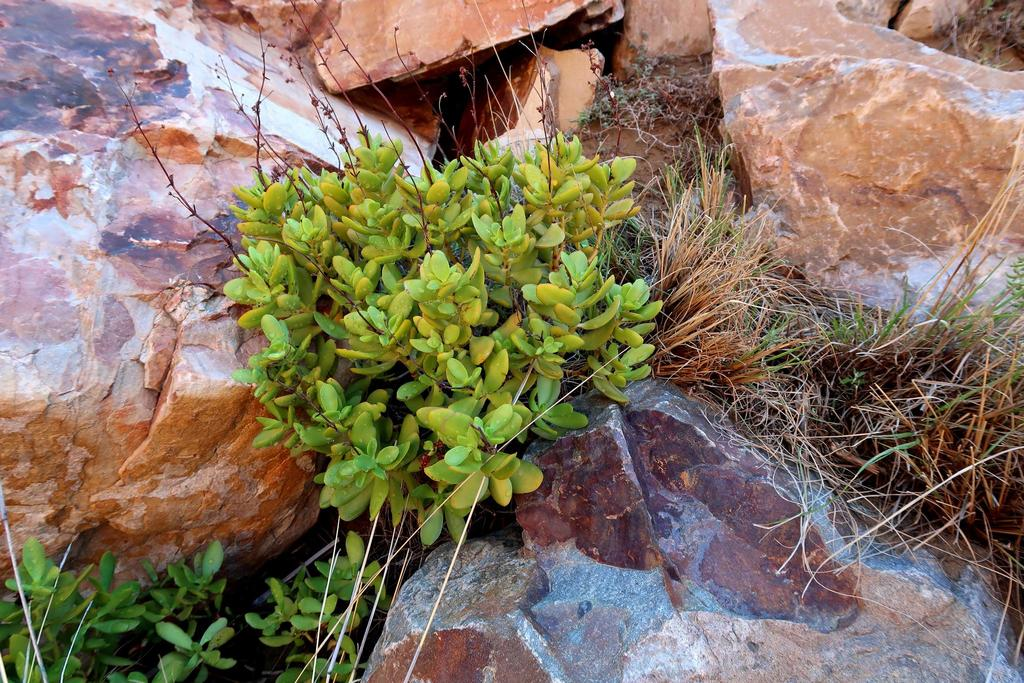
Esemplare di C. cultrata.

C. cultrata è una pianta perenne composta da steli eretti o ascendenti, lunghi fino ad 80 centimetri, per 3 millimetri in diametro, e molto ramificati. Sono in genere di colore verde, ma con l'età spesso assumono un aspetto legnoso.
Le foglie carnose, lunghe fino a 10 cm e larghe 3,5 cm, sono di forma da oblanceolata a cultrata, con estremità da ottuse ad arrotondate, e presentano delle superfici da piatte a leggermente convesse e glabre. Hanno dei margini acuti e sono di colore da verde a verde-giallastro, con margini rossastri tendenti al marrone.
Le infiorescenze a tirso, che si sviluppano in estate, hanno una forma a spiga e sono sorrette da un peduncolo lungo fino 45 cm.
I fiori carnosi sono composti da sepali dalla forma oblungo-triangolare, lunghi 2-3 millimetri, ricoperti da ciglia marginali e da una fitta peluria, di colore verde. La corolla, di forma tubolare, è formata da petali fusi tra loro alla base per 0,6-0,8 mm, panduriformi e lunghi 3,5-4,5 mm, che presentano un'appendice dorsale in posizione terminale. Gli stami portano delle antere di colore di nero.

## Distribuzione e habitat
C. cultrata è una specie endemica delle province sudafricane di Capo Occidentale, Capo Orientale e del KwaZulu-Natal ed, in particolare, la si può trovare dall'area nei pressi dell'insediamento di Swellendam, ad ovest, alla costa dell'Oceano Indiano, ad est.
È una specie diffusa in un vasto areale, pertanto classificata come a rischio minimo, che si può trovare nelle ecoregioni del Karoo (sia Succulento che Nama), Fynbos, Macchia di Albany, Alto Veld e cintura costiera dell'Oceano Indiano.

## Coltivazione
In genere le Crassula richiedono un terreno povero di componente organica e ricco di minerali, ben drenante in modo da evitare i ristagni idrici che potrebbero uccidere la pianta. Annaffiare solo a terreno ben secco.
È una pianta originaria di aree incluse nelle USDA Hardiness Zones da 9b ad 11b, pertanto non dovrebbe essere esposta a temperature inferiori a 10 °C e comunque mai al di sotto dei -3,9 °C. Preferisce difatti una posizione soleggiata.